# Johannes von den Driesch (Jurist)
Johannes von Driesch (* um 1558 in Waldfeucht; † 30. August 1616 in Würzburg) war Professor für Kirchen- und Zivilrecht an der Universität Würzburg.

## Leben
Johannes von Driesch stammt aus der rheinischen Adelsfamilie Driesch. Er wurde um 1558 in Waldfeucht im heutigen Kreis Heinsberg als Sohn von Heinrich von Driesch und dessen Ehefrau Anna (Entgen) geb. Winkels geboren. Am 25. Mai 1590 wurde er als Lizenziat der Rechte immatrikuliert und am 17. Juni 1590 an der Universität Würzburg zum Professor als 9. Inhaber des Lehrstuhls für Kirchenrecht und Rat bei 300 Gulden jährlicher Besoldung ernannt. Er verfasste diverse teils sehr umfangreiche Dissertationen über verschiedene Fragen des römischen und kanonischen Rechts. Er nahm häufig an den Sitzungen des Hofrates unter Leitung des Gegenreformators und Gründers der Universität Würzburg, Fürstbischof Julius Echter von Mespelbrunn, teil.
J. von Driesch verstarb am 30. August 1616 und soll der erste in der Universitätskirche von den Studenten begrabene Professor der Universität Würzburg gewesen sein.

### Stiftung
J. von Driesch war ohne Nachkommen und hat sich mit einer Stipendienstiftung, in deren Genuss alle seine männlichen Blutsverwandten bzw. die Nachkommen seiner Geschwister (Arnold, Ida, Katharina, Heinrich und Godfried) kommen konnten, über Jahrhunderte verewigt. Das damalige Grundvermögen betrug 10.000 Gulden. Die Stiftung wurde 1963 durch die Bayerische Staatsregierung aufgelöst, weil das Vermögen bereits 1924 durch Inflation und Währungsumstellungen so weit zusammengeschmolzen war, dass die Erfüllung des Stiftungszweckes nicht mehr erfolgen konnte. Es sollen mehr als 160 Stipendiaten aufgrund seiner Stiftung studiert haben.
In der Gründungsphase der Universitätsbibliothek Würzburg wurde eine circa 100 Bände zählende juristische Bibliotheca Drieschiana aus seinem Nachlass erworben. Diese Sammlung ist nicht mehr im heutigen Bestand nachzuweisen.